# Islas Vírgenes de los Estados Unidos en los Juegos Paralímpicos de París 2024
Las Islas Vírgenes de los Estados Unidos estuvieron representadas en los Juegos Paralímpicos de París 2024 por un deportista masculino. El equipo paralímpico no obtuvo ninguna medalla en estos Juegos.